# Imbibición
La imbibición se define como el desplazamiento de un fluido viscoso por otro fluido inmiscible con este. Este proceso es controlado, y se ve afectado por varios factores. El número de capilaridad Ca y el cociente de movilidad M tienen gran importancia. Payatakes y Dias clasificaron los procesos de imbibición de la siguiente manera:
1. Imbibición espontánea.
2. Flujo constante.
3. Imbibición casi-estática.
4. Invasión dinámica a flujo masivo del fluido invasor.

La imbibición es un fenómeno que tiene lugar en un amplio espectro de procesos. Esta se da lugar en la extracción de petróleo, en procesos naturales de irrigación o en algo tan sencillo como la mancha de café en una servilleta, entre otros procesos.
En lo referente a los seres vivos, se le puede definir como el movimiento de las moléculas de agua en sustancias que se hinchan como resultado de la acumulación de dichas moléculas de agua. Este proceso se puede observar en plantas vivas, particularmente en semillas que pueden aumentar varias veces su tamaño.

## Lectura recomendada
- Muhammad Sahimi, Flow and Transport in Porous Media and Fractured Rock, VCH Verlagsgesellschaft mbH, Weinheim, 1995, ISBN 3-527-29260-8
- M. Alava, M. Dube, and M. Rost, Adv. Phys. 53, 83 (2004).
- Jacob Bear, Dynamics of fluids in porous media, Dover, New York,  1998, ISBN 0-486-65675-6